# Poltergeist di Rosenheim

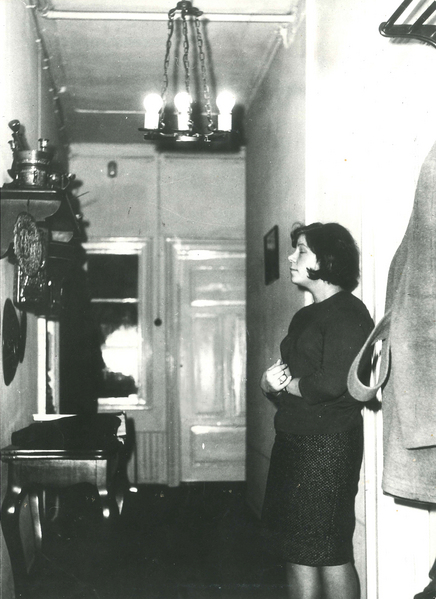
Annemarie Schaberl a Rosenheim nel 1967

Il cosiddetto Poltergeist di Rosenheim è, secondo i sostenitori delle teorie non scientifiche della parapsicologia, uno dei più caratteristici e meglio documentati casi di poltergeist di cui si abbia notizia.

## La storia
Gli eventi avrebbero avuto luogo a Rosenheim, una cittadina dell'Alta Baviera, in Germania (35 000 abitanti all'epoca dei fatti) nel novembre del 1967. L'avvocato Sigmund Adam si lamentò presso le compagnie interessate di certi strani incidenti che si verificavano nel suo ufficio. Le valvole elettriche saltavano, le luci si accendevano e si spegnevano spontaneamente, le lampade al neon si bruciavano o si svitavano. In particolare, ad essere bersagliati erano gli apparecchi telefonici: centinaia di telefonate venivano registrate dalla centrale sebbene, apparentemente, nessuno usasse il telefono. Si pensò a degli sbalzi di corrente, ipotesi che sembrò confermata quando i tecnici della centrale elettrica di Rosenheim constatarono abnormi deflessioni nella corrente (con punte di sovraccarico) di tensione fino a 250 V. Tuttavia, gli sbalzi continuarono anche quando l'intero impianto fu sostituito e fu installato un generatore autonomo. I tecnici del telefono, inoltre, non riuscirono a capire il perché delle telefonate a vuoto e la ragione per cui uno degli apparecchi continuasse a chiedere l'ora locale, 40 o 50 volte al giorno, senza che nessuno lo toccasse.

## Le indagini di Hans Bender
All'inizio di dicembre fu interpellato l'Istituto universitario di Friburgo, e al caso si interessò un noto parapsicologo: il dott. Hans Bender che, insieme ai due fisici F. Karger, dell'Istituto Max Planck, e G. Zicha, poté assistere alla “danza” dei lampadari e alle rotazioni di quadri appesi alle pareti (rotazioni di 360 gradi attorno ai loro ganci, con conseguente caduta a terra). Fu installato un videoregistratore e si poté fotografare il dondolio delle lampade. Per la prima volta nella storia si era riusciti a filmare un fenomeno di poltergeist. I cassetti si aprivano da soli, i soprammobili volavano via e una grande libreria del peso di 400 libbre (oltre 181 kg) si spostò dal muro di circa 10 centimetri. L'avvocato Adams sporse denuncia “contro ignoti”. La polizia istituì un'indagine per l'individuazione di eventuali sabotaggi, ma non trovò nulla. Alla fine, il dott. Bender e la sua squadra notarono che l'attività paranormale avveniva solo durante le ore di ufficio, e in particolare quando era presente una giovane impiegata di 19 anni, Annemarie Schaberl. L'Istituto di Fisica dell'Università di Monaco e le Poste federali furono convocati per controlli e perizie, ma i tecnici non riuscirono a trovare nulla di anomalo. Ogni possibile ipotesi dovette essere abbandonata.

## Epilogo e interpretazioni
Molti altri fenomeni vennero osservati, ma tutto cessò di colpo quando, tempo dopo, Annemarie cambiò posto di lavoro e lasciò lo studio dell'avvocato. Un esame psicologico della ragazza rivelò «... labilità psichica, elevata eccitabilità, bassa tolleranza alle frustrazioni». Si constatò quindi che gli incidenti avvenivano quando Annemarie era disturbata emotivamente. Ella non era contenta del proprio lavoro e nel tardo pomeriggio, quando avveniva la maggior parte delle numerose chiamate telefoniche, era disperatamente ansiosa di tornare a casa. Molti anni più tardi, il fisico Friedbert Karger dichiarò: «Ciò che vedemmo a Rosenheim non può assolutamente essere spiegato sulla base della fisica a noi nota».
Il poltergeist di Rosenheim è oggi molto contestato. Mentre alcuni lo dichiarano una prova schiacciante dell'esistenza del paranormale, i critici lo considerano un abbaglio o un inganno.